# Deportació dels calmucs de 1943
La deportació dels calmucs va tenir lloc a la darreria de desembre de 1943 a la Unio Soviética. La població sencera de Calmúquia (República Socialista Soviètica Autònoma dels Calmucs), uns 93.139 individus, fou carregada en 46 vagons de ferrocarril i transportada a diverses poblacions de Sibèria: Krai de l'Altai, Krai de Krasnoiarsk, Óblast d'Omsk, i Óblast de Novossibirsk. Era una represàlia per una suposada col·laboració amb els feixistes, però de fet era un pretext per una mena de neteja ètnica en el marc de la russificació planificada per Stalin. Hi arribarien 81.673 calmucs, d'ells 32.997 nens. El 1946 es van veure reduïts a 70.360 individus.
Els fou permès de retornar el 1956, però molts havien mort durant l'exili.